# William Artur de Oliveira
William Artur de Oliveira, kürzer William Oliveira, (geboren am 20. Oktober 1982 in São Bernardo do Campo) ist ein ehemaliger brasilianischer Fußballspieler.

## Karriere
William begann seine Karriere 2002 beim Verein AA Caldense, mit welchem er in der Staatsmeisterschaft von Minas Gerais 2002 spielte. Nach einem Jahr beim Verein Serra Negra FC im Jahre 2003 wechselte er im Jahr 2004 zum Verein Cascavel CR und 2005 zum Verein Nacional AC. In diesem Jahr stieg er mit dem Verein Puebla FC in die höchste Liga Mexiko auf, der Primera Division A. Nach dem Jahr kehrte er wieder nach Brasilien zurück, wo er einen Vertrag beim Verein EC Águia Negra unterzeichnete.
Nach einem Jahr in Brasilien ging er weiter zum serbischen Verein FK Srem und spielte mit dem Verein in der Prva Liga auf sich. Aufmerksamkeit erhielt er während der SuperLiga (Serbien), wo er durch seine guten Leistungen auffiel. Im Jänner 2008 wurde er an den Verein OFK Belgrad verkauft. Während der Wintersaison 2009/10 erhielt er ein Angebot des Vereines Amkar Perm, welches er auch annahm. 2010 wurde er vom russischen Verein Schinnik Jaroslawl ausgeliehen. Seine weiteren Stationen waren Dynamo Brjansk, von 2010 bis 2012 und von 2012 bis 2014 der Verein FK Ufa.